# Pigment Yellow 83
C.I. Pigment Yellow 83 ist eine chemische Verbindung aus der Gruppe der Disazo- und Diarylgelb-Pigmente.

## Gewinnung und Darstellung
Pigment Yellow 83 wird industriell durch eine Tetrazotierung von 3,3′-Dichlorbenzidin, gefolgt von einer Azokupplung auf das acetoacetylierte 4-Chlor-2,5-dimethoxyanilin gewonnen.

## Eigenschaften
Pigment Yellow 83 ist ein brennbarer, schwer entzündbarer, gelber Feststoff, der praktisch unlöslich in Wasser ist. Er zersetzt sich bei Erhitzung über 300 °C. Er besitzt eine Kristallstruktur mit der Raumgruppe P21/c (Raumgruppen-Nr. 14) oder Raumgruppe Pc (Raumgruppen-Nr. 7).

## Verwendung
Pigment Yellow 83 wird als rötlich gelbes Pigment zum Beispiel für Druckerfarben und Kunststoffe verwendet.